# Saint-Germain-de-la-Rivière
Saint-Germain-de-la-Rivière is een gemeente in het Franse departement Gironde (regio Nouvelle-Aquitaine) en telt 339 inwoners (1999). De plaats maakt deel uit van het arrondissement Libourne.

## Geografie
De oppervlakte van Saint-Germain-de-la-Rivière bedraagt 4,3 km², de bevolkingsdichtheid is 78,8 inwoners per km².
De onderstaande kaart toont de ligging van Saint-Germain-de-la-Rivière met de belangrijkste infrastructuur en aangrenzende gemeenten.

## Demografie
Onderstaande figuur toont het verloop van het inwonertal (bron: INSEE-tellingen).